# MIND CRUISIN'
『MIND CRUISIN'』（マインド・クルージン）は、杏里の14枚目のオリジナル・アルバム。1990年6月23日発売。発売元はフォーライフ・レコード。

## 概要
先行シングル曲・リカット曲は無く全曲新曲で構成されたアルバム。初回プレス50万枚のみ三方背BOX特製パッケージ仕様。
オーストラリアでのレコーディングが行われた。
アルバム・タイトル曲「MIND CRUSIN'」は東芝 ″ARENA″ のCMソングとして使用された。
前作『CIRCUIT of RAINBOW』に続きオリコンチャート1位を獲得した。

## 収録曲

### CD
| 全作詞: 吉元由美、全作曲: ANRI (M-1, M-7以外)、M-1, M-7: 小倉泰治、全編曲: 小倉泰治。 |                                         |          |                                         |      |
| #                                                                                     | タイトル                                | 作詞     | 作曲・編曲                              | 時間 |
| 1.                                                                                    | 「SOUTHERN CURRENT」(INSTRUMENTAL TUNE) | 吉元由美 | ANRI (M-1, M-7以外)、M-1, M-7: 小倉泰治 | 1:57 |
| 2.                                                                                    | 「V.S. SPACE POWER」                    | 吉元由美 | ANRI (M-1, M-7以外)、M-1, M-7: 小倉泰治 | 4:00 |
| 3.                                                                                    | 「MIND CRUSIN'」                        | 吉元由美 | ANRI (M-1, M-7以外)、M-1, M-7: 小倉泰治 | 4:18 |
| 4.                                                                                    | 「STARDUST GO HOME」                    | 吉元由美 | ANRI (M-1, M-7以外)、M-1, M-7: 小倉泰治 | 5:58 |
| 5.                                                                                    | 「WHAT'S UP SISTERS」                   | 吉元由美 | ANRI (M-1, M-7以外)、M-1, M-7: 小倉泰治 | 4:13 |
| 6.                                                                                    | 「SHADE OF BLUE」                       | 吉元由美 | ANRI (M-1, M-7以外)、M-1, M-7: 小倉泰治 | 4:09 |
| 7.                                                                                    | 「JOSHUA」(INSTRUMENTAL TUNE)           | 吉元由美 | ANRI (M-1, M-7以外)、M-1, M-7: 小倉泰治 | 1:45 |
| 8.                                                                                    | 「晩夏の恋人たちへ」                    | 吉元由美 | ANRI (M-1, M-7以外)、M-1, M-7: 小倉泰治 | 5:37 |
| 9.                                                                                    | 「ハートブレイク高気圧」                | 吉元由美 | ANRI (M-1, M-7以外)、M-1, M-7: 小倉泰治 | 4:46 |
| 10.                                                                                   | 「LOVE LETTERS」                        | 吉元由美 | ANRI (M-1, M-7以外)、M-1, M-7: 小倉泰治 | 5:41 |
| 11.                                                                                   | 「BIG FIGHT BIG KISS」                  | 吉元由美 | ANRI (M-1, M-7以外)、M-1, M-7: 小倉泰治 | 4:46 |
| 12.                                                                                   | 「HOLY RAIN」                           | 吉元由美 | ANRI (M-1, M-7以外)、M-1, M-7: 小倉泰治 | 5:36 |
| 合計時間:                                                                             | 合計時間:                               | 52:50    |                                         |      |